# Număr cuantic
Numerele cuantice descriu valori ale mărimilor conservate în dinamica sistemului cuantic. Un aspect important al mecanicii cuantice este cuantificarea mărimilor observabile. Acest aspect face diferența față de mecanica clasică, unde valorile mărimilor ce caracterizează sistemul pot varia continuu. 
Numerele cuantice descriu de obicei energiile electronilor în atomi, dar alte posibilități includ valori ale momentului cinetic, spinului etc. Cum orice sistem cuantic poate avea unul sau mai multe numere cuantice, este dificilă enumerarea tuturor numerelor cuantice posibile.

## Numerele cuantice ale electronilor în atom
Starea unui electron într-un atom este dată de patru numere cuantice.
- Numărul cuantic principal, este un număr natural notat n ≥ 1. Acesta cuantifică energia electronului. Fiecare atom are, în general, mai mulți orbitali, asociați fiecărei valori a lui n; acești orbitali împreună sunt numiți pături de electroni. În funcție de acesta, nivelurile electronice (păturile) sunt K, L, M, N, O, P, Q etc.

- Numărul cuantic azimutal, notat l, cu valori între 0 și n-1. Acesta cuantifică momentul cinetic orbital. Pentru nivelul energetic (pătura) cu numărul cuantic principal n sunt n subnivele (subpături) s,p,d,f,g,h,i,k etc determinând forma orbitalului; numărul cuantic azimutal arată numărul de noduri la nivelul nucleului în graficul densității probabilității de localizare.

- Numărul cuantic magnetic, notat m, cu valori între -l și +l, inclusiv 0. Acesta cuantifică momentul magnetic orbital al electronului într-o direcție anume arbitrară (specificată) a câmpului magnetic extern. Determină modificarea energiei unui orbital atomic datorată unui câmp magnetic extern (efectul Zeeman). Acest număr cuantifică orientarea în spațiu a momentului cinetic. Numărul cuantic magnetic indică numărul orbitalilor disponibili într-un subnivel, și este folosit pentru a calcula componenta azimut a orientării orbitalului în spațiu.

- Numărul cuantic de spin, notat s este pentru electron 1/2. Numărul cuantic magnetic de spin ms ia valori între -s și +s din 1 în 1, adică 2s+1 valori. În cazul electronului valorile posibile ale lui ms sunt -½ și +½ (numite uneori „jos” sau „sus”). Spinul este o proprietate intrinsecă a electronului, independentă de celelalte numere cuantice.

Conform principiului de excludere al lui Pauli, nu există doi electroni într-un atom cu același set de valori ale celor patru numere cuantice (n, l, m, ms).

## Particule elementare
În funcție de spinul ei fiecare particulă elemetară este fie fermion (spin semiîntreg) fie bozon (spin întreg)
În descrierea particulelor elementare se folosesc mai multe numere cuantice, care sunt, de obicei, intrinseci lor. Cu toate acestea, trebuie înțeles faptul că particulele elementare sunt stări cuantice ale modelului standard al fizicii particulelor și  fiecare număr cuantic denotă o simetrie.